# Orde van Antonio José de Irisarri
De Orde van Antonio José de Irisarri (Spaans: Orden "Antonio José de Irisarri") is een ridderorde van Guatemala. De orde werd in 1973 ingesteld en heeft vijf graden. De orde werd naar de staatsman en schrijver Antonio José de Irisarri genoemd. Ze wordt uitgereikt aan Guatemalteekse en buitenlandse personen en instellingen die een belangrijke rol op het gebied van de internationale betrekkingen hebben gespeeld, of hebben bijgedragen aan de strijd voor onafhankelijkheid en soevereiniteit.
- Keten (Gran Colar)
- Grootkruis (Gran Cruz)
- Grootofficier (Gran Official)
- Commandeur (Commendador)
- Officier (Official)

Er zijn geen ridders.